# Lose Control (Missy Elliott)
Lose Control je první singl Missy Elliott z jejího šestého studiového alba The Cookbook vydaného v roce 2005 Goldmind/Atlantic. V singlu hostují R&B zpěvačka Ciara a Fatman Scoop. Obsahuje samply z Clear a Hot Streak's "Body Work skupiny Cybotron. Lose Control se umístil na třetím místě hitparády Billboard Hot 100 ve Spojených státech. Lose Control se stal jejím pátým top 10 singlem, od Ciary čtvrtým a prvním od Fatman Scoopa. Singl byl oceněn pětinásobnou platinou a stal se jejím doposud nejúspěšnějším singlem (z jejím předchozím singlem Work It.[ujasnit]
Lose Control uvedla stanice ABC v pořadu Disarray jako uzavírací hudební číslo.
Videoklip režíroval Dave Meyers a objevil se v něm Tommy Lee.

## Ocenění
Lose Control vyhrálo ocenění Nejlepší krátké hudební video na Grammy Awards 2006.
A na MTV Video Music Awards 2005 vyhrálo Nejlepší Hip-Hop video a Nejlepší taneční video.

## Track list

### UK Singl
1. "Lose Control"
2. "Lose Control" (Extended Version)

### CD Maxi Singl
1. "Lose Control" (Featuring Ciara & Fat Man Scoop) (Explicit Album Version)
2. "Lose Control" (Featuring Ciara & Fat Man Scoop) (Extended Version)
3. "Lose Control" (Instrumental)

## Charts
| Chart (2005)                         | Nejvyšší pozice |
| ------------------------------------ | --------------- |
| Austrálie – Singly                   | 7               |
| Rakousko – Singly                    | 70              |
| Čína – Singly                        | 4               |
| Dánsko – Singly                      | 6               |
| Nizozemsko – Singly                  | 39              |
| EuroChart Hot 100 Singles            | 6               |
| Europe Official Top 100              | 17              |
| Finsko – Singly                      | 7               |
| Německo – Singly                     | 25              |
| Irsko – Singly                       | 16              |
| Itálie – Singly                      | 29              |
| Nový Zéland – Singly                 | 2               |
| Anglie – Singly                      | 7               |
| Švédsko – Singly                     | 43              |
| Švýcarsko – Singly                   | 21              |
| U.S. Billboard Hot 100               | 3               |
| U.S. Billboard Hot R&B/Hip-Hop Songs | 6               |
| U.S. Billboard Hot Rap Tracks        | 3               |
| U.S. Billboard Pop 100               | 2               |